# 道の駅おおとう桜街道
道の駅おおとう桜街道（みちのえき おおとうさくらかいどう）は、福岡県田川郡大任町にある福岡県道52号八女香春線の道の駅である。2010年（平成22年）10月にオープンした。

## 施設
敷地面積が3万7000平方キロメートルある。
- 駐車場
  - 普通車：184台
  - 大型車：5台
  - 身障者用：3台
- トイレ（1億円をかけた優美トイレあり）
  - 男：17器
  - 女：13器
  - 身障者用：2器
- 公衆電話
- インフォメーションセンター
- 親子ふれあい広場
- 子供広場施設 10:00-17:00
- 食事処もみじ館 10:00-20:00
- 農産物直売所 もみじ館 9:00-18:30
- さくら館 さくら温泉じじみの郷 10:00-21:00
  - 大浴場・露天風呂、薬石浴、家族風呂

## 休館日
- 毎月第3水曜日
- 1月1日

## アクセス
- 福岡県道52号八女香春線
- コミュニティバス 「六本松」バス停